# Regina Protmann

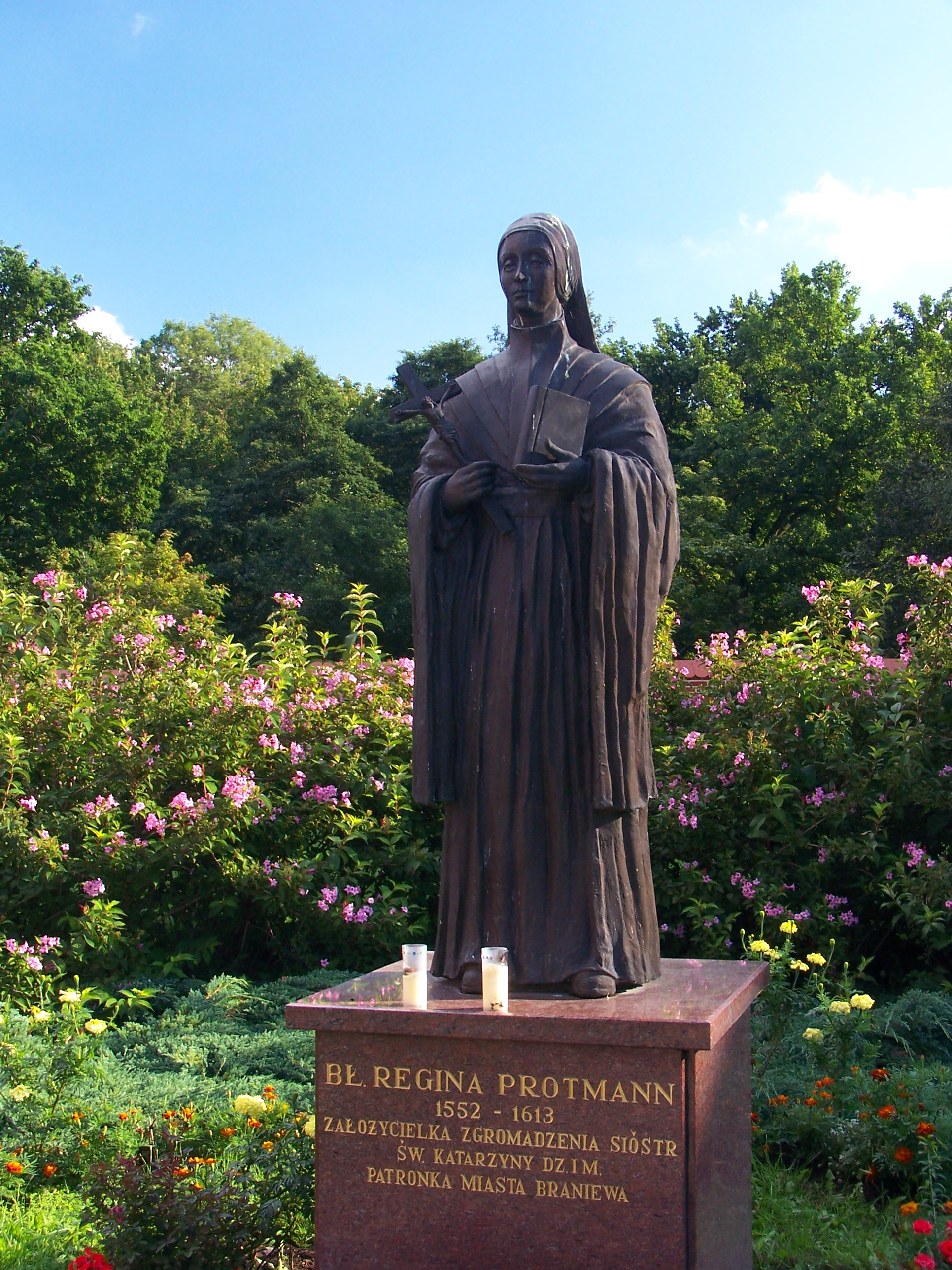
Regina Protmann

Regina Protmann (* 1552 in Braunsberg, (poln. Braniewo); † 18. Januar 1613 ebenda) ist die Gründerin der Katharinenschwestern und Selige der katholischen Kirche.

## Leben
Regina Protmann wuchs behütet in einer angesehenen Bürgerfamilie auf. Ihr Vater war Kaufmann. Ihre Jugend wurde geprägt durch die Glaubensauseinandersetzung der Reformation und Gegenreformation und nicht zuletzt durch die Pest, die in dieser Zeit immer wieder das nördliche Polen heimsuchte. Sie erhielt eine Ausbildung. 1571 verließ sie im Alter von 19 Jahren ihre Familie und bildete zusammen mit zwei anderen jungen Frauen eine religiöse Lebensgemeinschaft. Ihre Grundsätze waren Hingabe an Gott in völliger Armut und Askese und die Dienstbereitschaft am Nächsten, was sie durch Krankenpflege und durch Erziehung junger Mädchen umsetzten. Dies war zu dieser Zeit ein Novum, da sich Ordensfrauen gemäß dem Konzil von Trient ausschließlich in Klausur aufhalten durften. Geistlichen Beistand und Rückhalt erfuhr die Gemeinschaft von den Jesuiten. Schon bald gesellten sich zu der Gemeinschaft weitere junge Frauen, die von der Lebenseinstellung der Braunsberger Schwestern angezogen wurden. Am 18. März 1583 wurde nach zwölf Jahren der Erprobung die Kongregation durch Bischof Martin Kromer anerkannt. Als Patronin für die Kongregation wählte Protmann die Patronin der Pfarrkirche von Braunsberg, die heilige Katharina von Alexandrien. So entstand der Name Katharinenschwestern (vollständig: Kongregation der Schwestern von der hl. Jungfrau und Märtyrerin Katharina von Alexandrien). Es entstanden Tochtergründungen in Wormditt (1586), Heilsberg (1586/87) und Rössel (1593/97). Die Ausgründungen blieben jedoch auf das unter polnischer Oberhoheit stehende Fürstbistum Ermland beschränkt, das eine katholische Insel in Preußen bildete. Schließlich erhielt der Orden 1602 nach Überarbeitung ihrer Ordensregeln durch Peter Tilicki die päpstliche Anerkennung. Die Gemeinschaft musste noch zu Lebzeiten Regina Protmanns aus Platzmangel mehrmals umziehen. Als die Ordensgründerin am 18. Januar 1613 starb, bestand die Gemeinschaft aus 35 Schwestern in den vier Konventen.
Regina Protmann und ihre Katharinenschwestern gelten als Wegbereiter für viele nachfolgende Krankenpflegeorden. Am 13. Juni 1999 wurde sie von Papst Johannes Paul II. seliggesprochen.
Heute umfasst der Orden etwa 900 Schwestern und ist neben dem Ursprungsgebiet im heutigen Polen auch in Deutschland, Litauen, Brasilien, Italien, Togo, Benin, Kamerun, Russland und Belarus tätig. In Deutschland betreibt er unter anderem mehrere Krankenhäuser und Altenpflegeheime.
In der Kirche des Klosters am Ermlandweg in Münster-Kinderhaus werden Reliquien von Regina Protmann aufbewahrt, ebenson in der Basilika St. Katharina in ihrer Geburtsstadt Braniewo.